# Org (film)
Org è un film del 1979 diretto da Fernando Birri con Terence Hill nel ruolo di protagonista.

## Trama
Alcuni anni dopo l'esplosione di un fungo atomico, un uomo bianco di nome Zohommm, uno nero chiamato Grrrr e una donna, Shuick, sono protagonisti di un triangolo amoroso. Grrrr aiuta Zohommm a conquistare l'amata Shuick. Ma tra legami di sangue, seduzione, e sospetto, subentra la gelosia di Zohommm, il quale dopo aver scoperto che Shuick si è concessa all'amico, si suicida decapitandosi. Grrrr, alla vista dell'amico decapitato, decide di seguirne le sorti.
Quando Shuick li trova, tenta di saltare da una scogliera, ma viene fermata da una Sibilla elettronica che riporta in vita i due amici. A Shuick spetta il compito di ricollegare le teste, ma queste vengono scambiate dai loro rispettivi corpi; da ciò nasce un dibattito su chi debba stare con la donna, chi l'ha avuta col corpo o chi col sentimento.

## Significato del titolo
Org, potendo essere inteso come prefisso, genera le parole organo, orgasmo e orgia, che formano il filo conduttore della trama, e nel corso del film la parola si intreccia con la teoria dell'Orgone di Wilhelm Reich, a cui insieme a Georges Méliès e Che Guevara è dedicato il film.
Unendo le così differenti personalità di questi tre soggetti, il regista crea una miscela schizofrenica ed estatica, con elementi contraddittori che rimangono separati e crescono in direzione sempre più opposta. L'intento realizzativo del film è quindi rispondere al vecchio concetto di "armonia nella discordia", che implica un concetto di contraddizioni ormai superate.

## Produzione
Il soggetto del film prende spunto dal racconto Le teste scambiate di Thomas Mann.
Venne finanziato dallo stesso Terence Hill; girato nel 1968 e rimasto in fase di montaggio per dieci anni, otto mesi e quattordici giorni. Il film contiene ben 26.625 sequenze (normalmente un film ne contiene dagli 800 ai 1400).
La fase di montaggio si è svolta in costante improvvisazione. Le scene venivano spezzettate com'erano e poi riunite in modo che figurassero in modo diverso. La pellicola è stata manipolata in tutti i modi: graffiata con le unghie, calpestata, sputata, inchiodata, rotta, trafitta. Il film ha avuto sette direttori della fotografia con sette cineprese di diverse nazionalità.
Nella colonna sonora ci sono sovrapposizioni sonore in cui, attraverso "premissaggi", attraverso una certa composizione della colonna sonora, si arriva alla presenza di 999 tracce totali.

## Distribuzione
È stato presentato il 31 agosto 1979 alla 36ª edizione del Festival di Venezia. Non è mai stato distribuito nei cinematografi.
(Fernando Birri)

## Riferimenti ad altre opere
Nel film sono presenti brevi frammenti video o audio di altre opere, tra le quali:
- Viaggio nella Luna, di Georges Méliès (1902)
- Ultimatum alla Terra, di Robert Wise (1951) (solo audio)
- La marcia di Radetzky, di Michael Kehlmann (1965)